# Дім великої матусі 3: Який батько, такий син
Дім великої матусі 3: Який батько, такий син (англ. Big Mommas: Like Father, Like Son) — американська кінокомедія 2011 року. Третій та останній фільм у серії про «Велику матусю» — персонажа у якого переодягається для прикриття агент ФБР Малкольм Тернер. Перший фільм вийшов у 2000 році, другий — у 2006.

## Сюжет
Агент ФБР Малкольм Тернер продовжує працювати під прикриттям «Великої матусі» ось уже майже десять років. Його пасинок Трент Пірс щойно закінчив школу і отримав повідомлення про вступ до університету Дюка, але сам воліє розвивати музичну кар'єру репера під ім'ям Prodi-G. Йому немає 18 років, і він не може підписати контракт, а Малкольм відмовляється, тому що вважає, що Тренту треба здобути освіту. Щоб отримати підпис, Трент переслідує Малкольма під час його роботи і стає свідком вбивства, яке скоїв російський гангстер Чирков. Щоб забезпечити Тренту безпеку, Малкольм переодягається у «Велику матусю» втретє, так як Чирков збирається вбити того. Трент теж починає працювати під прикриттям, перетворившись в племінницю «Великої матусі» Шармейн Дейзі Пірс. Вони відправляються в школу мистецтв для дівчаток. Трент закохується в одну з дівчаток.
Малкольм шукає флешку, щоб пред'явити звинувачення Чиркову і тим самим врятувати Трента. Вона знаходиться в музичній шкатулці, яка була вкрадена з бібліотеки. Трент тим часом йде на побачення з Гейлі, де зустрічає своїх друзів, які розповіли Чиркову (він представився продюсером, який хоче запропонувати Тренту роботу) про його місцезнаходження. Помічники Чиркова переслідують Трента, але втрачають його з поля зору, так як він переодягнувся в Шармейн. Починається виступ Гейлі, і Шармейн наважується допомогти їй, так як сам він повинен був грати в дуеті з нею в образі Трента, але видає себе, заспівавши чоловічим голосом. Гейлі йде, а Трента побачив Чирков. Малкольм дізнався, що шкатулку з флешкою викрала з бібліотеки Гейлі, і вона повинна ввечері повернути її назад. У бібліотеці Трент все їй пояснює і показує флешку, але підоспілі злочинці намагаються їх вбити. Рятує ситуацію охоронець Кертіс. Як і обіцяв Малкольм, він підписав контракт, але Трент вирішує піти вчитися в університет Дюка. Фільм закінчується кліпом Prodi-G, де той співає свої пісні.

## У ролях
| Актор                  | Роль                              |
| ---------------------- | --------------------------------- |
| Мартін Ловренс         | Малкольм Тернер / «Велика матуся» |
| Брендон Тімоті Джексон | Трент Пірс / Шармейн Пірс         |
| Джессіка Лукас         | Гейлі                             |
| Тоні Курран            | Чирков                            |
| Порша Даблдей          | Жасмін                            |
| Мішель Анг             | Міа                               |
| Емілі Ріос             | Ізабель                           |
| Фейзон Лав             | Кертіс Кул (охоронець бібліотеки) |
| Кен Джонг              | почтар                            |
| Ана Ортіс              | Гейл Флетчер                      |
| Макс Казелла           | Ентоні Канетті                    |